# منفذ الطوال
منفذ الطوال أحد المنافذ الحدودية البرية التي تربط جنوب المملكة العربية السعودية بدولة اليمن، وهو أكبر المنافذ الحدودية بين البلدين. حتى عام 2015 كان المنفذ معبرا للركاب والبضائع، ومع إطلاق عملية عاصفة الحزم وبسبب المواجهات الحدودية تم إغلاق المنفذ وتأمينه واقتصار عمله على إيصال المساعدات الإنسانية لأبناء محافظة حجة.